# カットハイ県
カットハイ県（カットハイけん、ベトナム語：Huyện Cát Hải / 縣葛海）は、ベトナム社会主義共和国のハイフォン市に存在する県。面積は345.31 km²、人口は43,187人（2018年）である。

## 行政
カットハイ県は2市鎮10社を管轄している。
- カットバ市鎮（Cát Bà / 葛婆）
- カットハイ市鎮（Cát Hải / 葛海）
- ドンバイ社（Đồng Bài / 同排）
- ザールアン社（Gia Luận / 嘉論）
- ヒエンハオ社（Hiền Hào / 賢豪）
- ホアンチャウ社（Hoàng Châu / 璜洲）
- ギアロー社（Nghĩa Lộ / 義路）
- フーロン社（Phù Long / 扶隆）
- チャンチャウ社（Trân Châu / 眞珠）
- ヴァンフォン社（Văn Phong / 文豊）
- ヴィエトハイ社（Việt Hải / 越海）
- スアンダム社（Xuân Đám / 春盎）